# Lovro Majer
Lovro Majer, född 17 januari 1998 i Zagreb i Kroatien, är en kroatisk fotbollsspelare som spelar för Wolfsburg.

## Klubbkarriär
Den 26 augusti 2021 värvades Majer av Rennes, där han skrev på ett femårskontrakt. Tre dagar senare debuterade Majer i Ligue 1 i en 2–0-förlust mot Angers, där han blev inbytt i den 82:a minuten mot Benjamin Bourigeaud.
Den 16 augusti 2023 värvades Majer av Wolfsburg, där han skrev på ett femårskontrakt.

## Landslagskarriär
Majer debuterade för Kroatiens landslag den 27 maj 2017 i en 2–1-vinst över Mexiko, där han blev inbytt på övertid mot Duje Čop.